# Waldemar Anton
Waldemar Anton (* 20. Juli 1996 in Olmaliq, Usbekistan als Wladimir Anton; usbekisch Valdemar Anton, russisch Вальдемар Антон) ist ein deutscher Fußballspieler. Der Innenverteidiger steht bei Borussia Dortmund unter Vertrag.

## Leben
Anton kam in Olmaliq in Usbekistan als Sohn russlanddeutscher Eltern zur Welt. Als Anton zwei Jahre alt war, siedelte seine Familie als Spätaussiedler nach Deutschland um, wo er im hannoverschen Stadtteil Mühlenberg aufwuchs. Im Zuge der Aussiedlung wurde sein Vorname von Wladimir in Waldemar geändert. Er spricht neben Deutsch auch Russisch.

## Karriere

### Vereine

#### Jugend und Etablierung als Profi bei Hannover 96

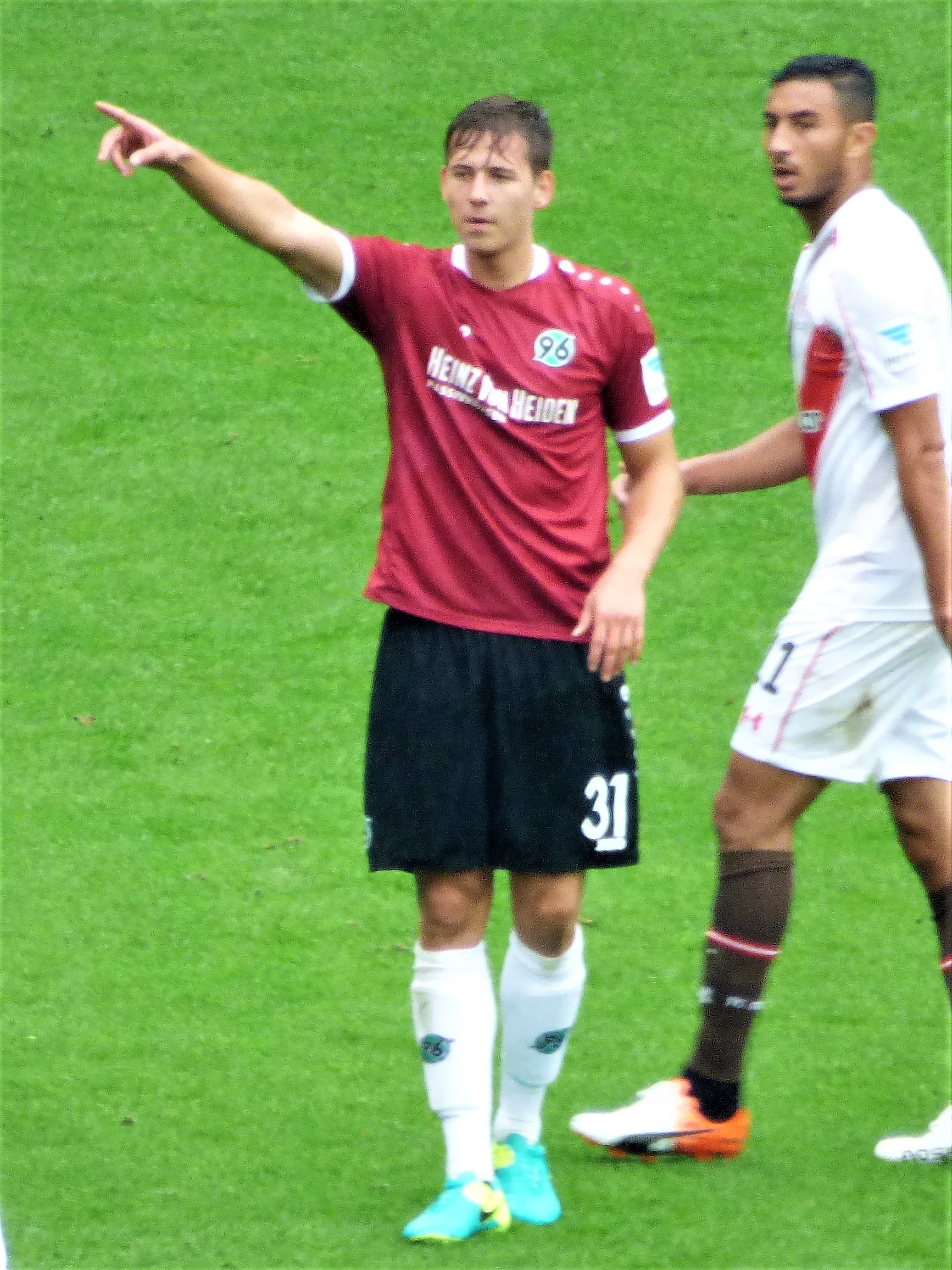
Anton bei Hannover 96 (2016)

Als Siebenjähriger begann Anton mit dem Vereinsfußball beim hannoverschen Stadtteilverein Mühlenberger SV. 2006 wurde er von Hannover 96 gescoutet und wechselte 2008 in dessen Jugendabteilung. In der Spielzeit 2013/14 gelang ihm mit der A-Jugend des Vereins der Einzug in die Endrunde um die deutsche Meisterschaft. Nachdem sich die Hannoveraner gegen den Staffelkonkurrenten und amtierenden Meister VfL Wolfsburg durchgesetzt hatten, scheiterten sie im Endspiel am FC Schalke 04. In der Folgesaison folgte Anton auf Kevin Krottke im Amt des Mannschaftskapitäns und verpasste nur drei Saisonspiele, zwei davon in Folge einer Rotsperre.
Zur Saison 2015/16 rückte Anton gemeinsam mit Noah Sarenren Bazee und Niklas Feierabend in die von Michael Frontzeck verantwortete Bundesligamannschaft auf. Die Mannschaft war defensiv instabil und verlor zeitweise achtmal in Folge. Nachdem Anton zunächst unter Frontzecks Nachfolger Thomas Schaaf beim 2:1-Auswärtssieg beim VfB Stuttgart am 23. Spieltag in der Schlussphase debütieren durfte, profitierte er in der Folge von der Beförderung Daniel Stendels zum Trainer der ersten Herrenmannschaft. Stendel, der bis dahin die vereinseigene U19 trainiert hatte, setzte seinen ehemaligen Jugendspieler in den letzten sechs Saisonspielen ein. Dieser holte in diesen Spielen mit dem Team acht Punkte, was aber letztendlich trotzdem nicht reichen sollte, woraufhin Hannover 96 als Letzter aus der Bundesliga abstieg. Der 19-jährige Anton hatte erst als defensiver Mittelfeldspieler und schließlich als Teil der Innenverteidigung zur Mannschaftsleistung beigetragen, beim 2:0 gegen Borussia Mönchengladbach schoss er sogar sein erstes Tor im Herrenbereich. Weitere Erfahrung sammelte er zuvor bereits in der Regionalliga Nord. Im Anschluss an die Saison einigten sich Verein und Spieler auf eine langfristige Verlängerung seines Vertrags. Aufgrund seiner Leistungen erhielt dieser im Sommer 2016 auch seine erste Nominierung für eine Nachwuchsnationalmannschaft des DFB, als ihn Stefan Kuntz in den Kader der U21 berief. In der Spielzeit 2016/17 war Anton nach dem Verlust diverser Defensivspieler wie Hotaru Yamaguchi und Christian Schulz unter Daniel Stendel, der Trainer der Mannschaft blieb, rasch eine feste Größe im Defensivverbund. Er spielte mit Hannover den kompletten Saisonverlauf über um den Aufstieg mit, ab dem 24. Spieltag blieb man ungeschlagen. Gemeinsam mit dem Mitabsteiger Stuttgart gelang den Niedersachsen als Vizemeister die direkte Rückkehr ins Oberhaus, hierzu hatte Anton neben seinen Leistungen als Verteidiger auch zwei Tore und drei Vorlagen beigesteuert. Im August 2018 gab Hannovers Trainer André Breitenreiter bekannt, mit dem 22-jährigen Anton als bis dato jüngstem Kapitän der Bundesliga in die Saison 2018/19 zu gehen. Dieser folgte im Amt auf den aussortierten Manuel Schmiedebach. Der Innenverteidiger schaffte es in der Spielzeit 2018/19, jedes Saisonspiel über die volle Spielzeit zu absolvieren, stieg mit dem Team aber nach nur zwei Jahren in der 1. Liga wieder in die 2. Bundesliga ab. Bereits Anfang März 2019 wurde der 29-jährige Marvin Bakalorz von Coach Thomas Doll, der die Mannschaft Ende Januar 2019 übernommen hatte, zum neuen Kapitän ernannt. Anton verblieb weiterhin im Mannschaftsrat und gab an, diese Entscheidung als „Erleichterung“ empfunden zu haben.

#### Bundesliga und Vizemeisterschaft mit dem VfB Stuttgart
Am 28. Juli 2020 wechselte Anton, nachdem der Wiederaufstieg mit Hannover 96 diesmal nicht realisiert werden konnte, in die Bundesliga zum VfB Stuttgart. Bei den Schwaben erhielt der Defensivspieler einen Vertrag mit einer Laufzeit bis Ende Juni 2024 und ersetzte in der Innenverteidigung Holger Badstuber, der im Rahmen seines Karriereausklangs in die Regionalligamannschaft gerückt war. Bei seinem neuen Verein etablierte sich Anton von Saisonbeginn als Teil der defensiven Dreierkette neben Marc-Oliver Kempf und Konstantinos Mavropanos. Im November 2021 verlängerte er seinen Vertrag bis Ende Juni 2025. Nachdem Anton mit den Stuttgartern in seiner ersten Saison noch im Tabellenmittelfeld gelandet war, rettete sie in der Spielzeit 2021/22 nur die um einiges bessere Tordifferenz vor dem Sturz auf den Relegationsrang 16. Diesen belegte der VfB allerdings ein Jahr später, nachdem phasenweise sechs Ligapartien in Folge verloren gegangen waren. In der Folge setzte man sich aber mit 3:1 und 3:0 gegen den Zweitligisten Hamburger SV durch und hielt die Klasse. In der Folge wurden vor allem in der Defensive einige Spieler ausgetauscht, Anton blieb aber dem VfB Stuttgart treu und wurde im Sommer 2023 von Cheftrainer Sebastian Hoeneß zum Mannschaftskapitän ernannt. Während Leihspieler Alexander Nübel im Tor stand, verteidigte Anton vor ihm am häufigsten mit Hiroki Itō und – bis zu dessen Kreuzbandriss – Dan-Axel Zagadou, wohingegen vor den Verteidigern Angelo Stiller und Atakan Karazor absicherten. Gemeinsam sorgte diese Hintermannschaft dafür, dass der VfB gemeinsam mit RB Leipzig nach Meister Bayer 04 Leverkusen die zweitwenigsten Gegentore hinnehmen musste. Als einzigem Stuttgarter Defensivspieler wurde Anton nach Abschluss der Hinrunde vom kicker die „nationale Klasse“ in der Kategorie Innenverteidiger bescheinigt, hier belegte er den 6. Rang. Darüber hinaus verlängerte er seinen Vertrag beim VfB bis zum 30. Juni 2027. Doch auch nach selbst erzielten Treffern war Stuttgart in den ligainternen Top 3 vertreten und holte letztendlich als Vizemeister sogar drei Zähler mehr als in der Meistersaison 2006/07. Nach 14 Jahren erfolgte so darüber hinaus die Rückkehr der Schwaben in die Champions League.

#### Wechsel zu Borussia Dortmund
Zur Spielzeit 2024/25 wechselte Anton innerhalb der Bundesliga zu Borussia Dortmund, wo er einen Vierjahresvertrag erhielt. Die Dortmunder reagierten damit auf den Verlust des Innenverteidigers Mats Hummels.

### Nationalmannschaft
Anton debütierte am 2. September 2016 beim 3:0-Sieg im Freundschaftsspiel gegen die Slowakei in der deutschen U21-Nationalmannschaft. Im Juni 2017 gewann die Mannschaft die U21-Europameisterschaft in Polen, wobei er selbst nicht zum Einsatz kam.
Bis zu Antons erstem A-Nationalmannschaftseinsatz war ein Verbandswechsel möglich. Er war grundsätzlich für drei Nationalmannschaften spielberechtigt: Russland, da seine Eltern und Großeltern als Russlanddeutsche in der Sowjetunion lebten, Usbekistan, seinem Geburtsland, und Deutschland, wo er seit seinem zweiten Lebensjahr aufwuchs. Im Jahr 2017 kontaktierte ihn der usbekische Fußballverband, ein Verbandswechsel kam für Anton jedoch nicht infrage. Er zeigte grundsätzlich Interesse daran, für die russische Nationalmannschaft zu spielen und wurde vor der Weltmeisterschaft 2018 erstmals vom damaligen russischen Nationaltrainer Stanislaw Tschertschessow kontaktiert, allerdings nie vom russischen Verband.
Im März 2024 wurde er von Bundestrainer Julian Nagelsmann erstmals für die deutsche Nationalmannschaft nominiert. Am 23. März 2024 gab Anton dann sein Debüt, als er beim 2:0-Testspielsieg gegen Frankreich in Lyon in der 90. Minute eingewechselt wurde. Im Mai 2024 wurde der Verteidiger von Nagelsmann auch in den Kader für die Europameisterschaft im eigenen Land berufen. Da der Bundestrainer aber auf Jonathan Tah und Antonio Rüdiger setzte, kam Anton nur zu zwei Kurzeinsätzen in der Finalrunde. Im Viertelfinale schied Deutschland in der Verlängerung gegen Spanien aus.

## Erfolge
Hannover 96
- Aufstieg in die Bundesliga: 2017

Nationalmannschaft
- U21-Europameister: 2017 (ohne Einsatz)

Individuell
- Niedersachsens Fußballer des Jahres: 2018
- Wahl in die VDV 11: 2023/24